# Сарби (Галац)
Сарби (рум. Sârbi) насеље је у Румунији у округу Галац у општини Никорешти. Oпштина се налази на надморској висини од 98 m.

## Становништво
Према подацима из 2002. године у насељу је живело 295 становника, од којих су сви румунске националности.